# ペロ・デ・プレサ・カナリオ

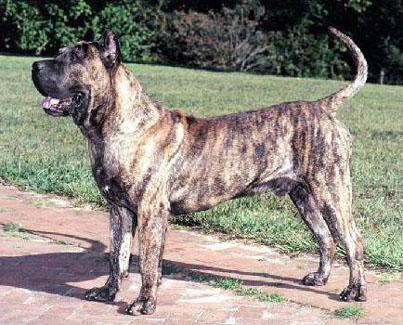
ペロ・デ・プレサ・カナリオ

ペロ・デ・プレサ・カナリオ（英：Perro de Presa Canario）は、スペインのカナリア諸島原産の護畜犬種である。一般的には、ドゴ・カナリオ（英：Dogo Canario）の名で広く知られている。

## 歴史
13世紀〜15世紀ごろにカナリア諸島に連れて来られた古いモロサス犬種が元となっているといわれている。これにオールド・イングリッシュ・ブルドッグやイングリッシュ・マスティフなどを掛け合わせることによって誕生した。また、スパニッシュ・マスティフ、ナポリタン・マスティフ(オールドタイプ)、イタリアン・コルソ・ドッグなど幾つかのモロサス犬種も関係している。
主たる使役目的は護畜。他に飼い主やその家族や財産を守るガードドッグ(この場合のガードドッグは番犬護衛犬)、闘犬種とも言われるが時に娯楽程度に闘犬に使われていたため、純然たる闘犬種と言う訳では無い。本種は1950年代には絶滅寸前となってしまったが1970年代、危うく絶滅の一歩手前でアメリカ合衆国の獣医師によって救われ、保護と繁殖が推進されるようになった。このおかげで本種はいくらか頭数を回復し、再び番犬や牧牛犬として使われるようになった。しかし実際にはカナリア諸島には古い血統が存続していたため、1950年代以前の古い血統も存在する。また、この犬種の重点地域はアメリカではなくスペインや東欧、ロシアであり、良い犬はスペインに最も多い。
現在、FCIにも公認され(日本国内ではJKC公認犬種、またKCJ、JCUの２団体で公認。海外ではKCは非公認。UKC公認、AKCは完全には公認していない。故にアメリカ、イギリスで繁殖された個体はUKCまたはUPPCCの登録犬が多い)実用犬としてだけでなくショードッグとしても飼育が行われるようになってきた。モロサス好きの人には人気のある犬種の一つであるといわれている。
幾つかの国でBSL(Breed Specific Legislation、通称「危険な犬法」）による規制対象となっている。オーストラリア、ニュージーランド、デンマークでは飼育はもちろん本犬種及び精子、本犬種の血を引く犬の持ち込みは禁止、シンガポールではカテゴリーB(公共の場ではリードと口輪装着の義務がある)、ドイツでは州によっては非常に高額な犬税が課せられている。

## 特徴
未断耳のペロ・デ・プレサ・カナリオ
がっしりとした筋骨隆々で骨太の体つきをした、たくましいモロサス犬である。脚は長く、頭部は大きく、マズルが太く短く、アゴの力は強靭である。目は小さく、瞳の色はブラウン（黒）若しくは琥珀色。額にはしわが刻まれていて、上唇はたるんでいて少し長い。皮膚は引っ張ると伸び(かといって土佐闘犬程伸びる訳ではない)、噛まれてもダメージを軽減することが出来る。耳は垂れ耳、又は断耳して立たせる。尾は飾り毛の無い太く先細りの垂れ尾。コートはスムースのシングルコートで、毛色は各色のブリンドル、フォーン。白班については全体の20％まで許可される。体高は雄61〜66cm、雌57〜62cmで、体重は雄45kg〜57kg、雌40kg~50kg、しかし、実際にはもっと大きな個体も多く存在する(雄で60kgを超える個体も珍しくはない)。性格は忠実で家族に優しく、仕事が大好きだが、警戒心が強く勇猛果敢である。頑固な面もありしつけはやや難しいが、仕事を与えると喜んで率先して行動するようになる。訓練性能は比較的良い。モロサス犬種のため力が強いので、万が一の事故に備えてしっかりとした訓練を行うことも必要である。運動量は多めであるが、体重が重く、腰に負担がかかりやすいので激しい運動は避けるべきである。かかりやすい病気は緑内障や大型犬でありがちな股関節形成不全、胃捻転などがある。